# Camp Lake (Ort, Kenosha County, Wisconsin)
Camp Lake ist ein Ortsteil von Salem Lakes im Kenosha County im US-amerikanischen Bundesstaat Wisconsin. Zu statistischen Zwecken war der Ortsteil bis 2010 zu einem eigenen Census-designated place (CDP) zusammengefasst worden. Im Jahr 2010 hatte Camp Lake 3665 Einwohner.

## Geografie
Camp Lake liegt rund um den gleichnamigen See im Südosten Wisconsins, unweit des Fox Rivers und der Grenze zu Illinois. Die geografischen Koordinaten von Camp Lake sind 42°32′05″ nördlicher Breite und 88°08′37″ westlicher Länge. 
Nachbarorte von Camp Lake sind Paddock Lake (7,3 km in der gleichen Richtung), Bristol (9,5 km ostnordöstlich), Trevor (3,7 km südöstlich), Antioch in Illinois (9,4 km in der gleichen Richtung), Channel Lake in Illinois (10,8 km südlich), Wilmot (5,4 km südwestlich) und Silver Lake (3,8 km nordwestlich).
Die nächstgelegenen größeren Städte sind Wisconsins größte Stadt Milwaukee (75,7 km nordnordöstlich), Chicago in Illinois (104 km südsüdöstlich), Rockford in Illinois (95,3 km westsüdwestlich) und Wisconsins Hauptstadt Madison (143 km westnordwestlich).

## Verkehr
Der County Highway F begrenzt das Ortsgebiet im Norden, der County Highway C im Süden. Alle weiteren Straßen sind untergeordnete Landstraßen, teils unbefestigte Fahrwege sowie innerörtliche Verbindungsstraßen.
Durch Camp Lake verläuft für den Frachtverkehr eine Eisenbahnstrecke der Canadian National Railway (CN).
Mit dem Camp Lake Airport befindet sich im Westen des Ortsgebiets ein kleiner Flugplatz. Die nächsten Verkehrsflughäfen sind der Milwaukee Mitchell International Airport in Milwaukee (65,7 km nordnordöstlich) und der Chicago O’Hare International Airport in Chicago (80,9 km südsüdwestlich).

## Bevölkerung
Nach der Volkszählung im Jahr 2010 lebten in Camp Lake 3665 Menschen in 1362 Haushalten. Die Bevölkerungsdichte betrug 315,9 Einwohner pro Quadratkilometer. In den 1362 Haushalten lebten statistisch je 2,69 Personen. 
Ethnisch betrachtet setzte sich die Bevölkerung zusammen aus 95,9 Prozent Weißen, 0,4 Prozent Afroamerikanern, 0,4 Prozent amerikanischen Ureinwohnern, 0,5 Prozent Asiaten sowie 1,7 Prozent aus anderen ethnischen Gruppen; 1,2 Prozent stammten von zwei oder mehr Ethnien ab. Unabhängig von der ethnischen Zugehörigkeit waren 5,4 Prozent der Bevölkerung spanischer oder lateinamerikanischer Abstammung. 
25,5 Prozent der Bevölkerung waren unter 18 Jahre alt, 67,0 Prozent waren zwischen 18 und 64 und 7,5 Prozent waren 65 Jahre oder älter. 47,9 Prozent der Bevölkerung war weiblich.
Das mittlere jährliche Einkommen eines Haushalts lag bei 52.150 USD. Das Pro-Kopf-Einkommen betrug 24.617 USD. 13,5 Prozent der Einwohner lebten unterhalb der Armutsgrenze.